# Heterachthes rubricolor
Heterachthes rubricolor är en skalbaggsart som beskrevs av Julius Melzer 1935. Heterachthes rubricolor ingår i släktet Heterachthes och familjen långhorningar.
Artens utbredningsområde är Costa Rica. Inga underarter finns listade i Catalogue of Life.